# كليف بريكر
كليف بريكر هو منافس ألعاب قوى كندي، ولد في 23 أبريل 1904، وتوفي في 20 سبتمبر 1980.

## وصلات خارجية
- كليف بريكر على موقع أوليمبيديا (الإنجليزية)